# Яново (гмина)
Яново (пол. Janowo, в прошлом Янув) — сельская гмина (волость) в Польше, входит как административная единица в Нидзицкий повет, Варминьско-Мазурское воеводство. Население — 2885 человек (на 2004 год).

## Демография
| Перепись                       | Всего   | Всего | Женщины | Женщины | Мужчины | Мужчины |
| ------------------------------ | ------- | ----- | ------- | ------- | ------- | ------- |
| Единицы                        | человек | %     | человек | %       | человек | %       |
| Население                      | 2885    | 100   | 1444    | 50,1    | 1441    | 49,9    |
| Плотность населения (чел./км²) | 15,1    | 15,1  | 7,5     | 7,5     | 7,5     | 7,5     |

## Сельские округа
1. Ягажево
2. Яново
3. Коморово
4. Мушаки
5. Рембово
6. Руг
7. Рыки-Борково
8. Щепково-Геварты
9. Шемплино-Чарне
10. Шемплино-Вельке
11. Вихровец
12. Венцково
13. Захы
14. Завады
15. Зембжус-Мокры-Грунт

## Поселения
1. Грабово
2. Грабувко
3. Ломно
4. Пухалово
5. Русково
6. Улесе
7. Усчанек
8. Здроек

## Соседние гмины
1. Гмина Хожеле
2. Гмина Дзежгово
3. Гмина Яновец-Косцельны
4. Гмина Едвабно
5. Гмина Нидзица
6. Гмина Вельбарк